# Colin de Verdière-gráfinvariáns
A matematika, azon belül a gráfelmélet területén a Colin de Verdière-gráfinvariáns vagy Colin de Verdière-invariáns – jelölése tetszőleges G gráfra {\displaystyle \mu (G)} – Yves Colin de Verdière által 1990-ben bevezetett gráfparaméter. Meghatározásának motivációja egyes Schrödinger-operátorok második sajátértékei maximális multiplicitásának vizsgálata volt.

## Definíció
Legyen {\displaystyle G=(V,E)} egy hurokmentes egyszerű gráf. Az általánosság megszorítása nélkül tegyük fel, hogy {\displaystyle V=\{1,\dots ,n\}}. Ekkor {\displaystyle \mu (G)} bármely {\displaystyle M=(M_{i,j})\in \mathbb {R} ^{(n)}} szimmetrikus mátrix legnagyobb ko-rangja (egy {\displaystyle m\times n}-es mátrix ko-rangja {\displaystyle m-r}, ahol {\displaystyle r} a mátrix rangja), melyre:
1. bármely {\displaystyle i,j}-re, ahol {\displaystyle i\neq j}: {\displaystyle M_{i,j}<0} ha {\displaystyle \{i,j\}\in E} és {\displaystyle M_{i,j}=0} ha {\displaystyle \{i,j\}\notin E};
2. M-nek pontosan egyetlen negatív sajátértéke van, melynek multiplicitása 1;
3. nem létezik olyan nemnulla {\displaystyle X=(X_{i,j})\in \mathbb {R} ^{(n)}} mátrix, melyre {\displaystyle MX=0}, illetve olyan, melyre {\displaystyle X_{i,j}=0} ha akár {\displaystyle i=j}, akár {\displaystyle M_{i,j}\neq 0} igaz.[1][2]

## Ismert gráfcsaládok karakterizációi
Néhány jól ismert gráfcsalád karakterizálható Colin de Verdière-invariánsuk szerint:
- μ ≤ 0 pontosan akkor áll fenn, ha G nem rendelkezik élekkel;[1][2]
- μ ≤ 1 pontosan akkor áll fenn, ha G lineáris erdő (utak diszjunkt uniója);[1][3]
- μ ≤ 2 pontosan akkor áll fenn, ha G külsíkgráf;[1][2]
- μ ≤ 3 pontosan akkor áll fenn, ha G síkbarajzolható;[1][2]
- μ ≤ 4 pontosan akkor áll fenn, ha G láncmentesen beágyazható.[1][4]

Ugyanezek a gráfcsaládok megjelennek a gráf Colin de Verdière-invariánsa és komplementer gráfjának szerkezete kapcsolatában:
- Ha egy n-csúcsú gráf komplementere lineáris erdő, akkor μ ≥ n − 3;[1][5]
- Ha egy n-csúcsú gráf komplementere külsíkgráf, akkor μ ≥ n − 4;[1][5]
- Ha egy n-csúcsú gráf komplementere síkbarajzolható, akkor μ ≥ n − 5.[1][5]

## Gráfminorok
Egy gráf minora az eredeti gráfból élek összehúzásával, élek és csúcsok törlésével kapott gráf. A Colin de Verdière-invariáns minor-monoton, ami azt jelenti, hogy a minorképzés műveletével a gráf invariánsát csak csökkenteni vagy változatlanul hagyni lehet:
Ha H minora G-nek, akkor {\displaystyle \mu (H)\leq \mu (G)}.
A Robertson–Seymour-tétel értelmében minden k-hoz létezik gráfok H véges halmaza, melyre igaz, hogy a legfeljebb k invariánsú gráfok megegyeznek a minorként H egyik tagját sem tartalmazó gráfokkal. (Colin de Verdière 1990) listázza ezeket a tiltott minorokat k ≤ 3-ra; k = 4-re a tiltott minorok halmaza a Petersen-gráfcsalád hét gráfjából áll, a csomómentesen beágyazható gráfok két karakterizációja alapján, miszerint a gráfok, melyekre μ ≤ 4 és melyeknek nincs Petersen-családbeli minoruk.

## Kromatikus szám
(Colin de Verdière 1990) sejtése szerint egy μ Colin de Verdière-invariánsú gráf színezhető legfeljebb μ + 1 színnel. Például a lineáris erdők invariánsa 1, és 2-színezhetők; a külsíkgráfok invariánsa kettő, és 3-színezhetők, és a síkbarajzolható gráfok (a négyszíntétel értelmében) 4-színezhetők.
A legfeljebb 4-es Colin de Verdière-invariánsú gráfokra a sejtés igaz; az, hogy a csomómentesen beágyazható gráfok kromatikus száma legfeljebb öt, következménye a Hadwiger-sejtés K6-minormentes gráfokra való bizonyításának, amit (Robertson, Seymour & Thomas 1993) végzett el.

## Egyéb tulajdonságok
Ha egy gráf metszési száma {\displaystyle k}, akkor Colin de Verdière-invariánsa legfeljebb {\displaystyle k+3}. Például a két Kuratowski-féle gráfot, a {\displaystyle K_{5}}öt és a {\displaystyle K_{3,3}}-at le lehet rajzolni egyetlen metszéssel, Colin de Verdière-invariánsuk ezért legfeljebb négy.

## Boxicitással való kapcsolata
Ugyanazon gráf Colin de Verdière-invariánsa és boxicitása között Louis Esperet a következő összefüggést igazolta:
{\displaystyle \operatorname {box} (G)=O(\mu (G)^{4}(\log(\mu (G))^{2})},
továbbá valószínűsíti, hogy a boxicitás legfeljebb a Colin de Verdière-invariánssal egyenlő.

## Befolyás
A Colin de Verdière-invariánst a gráfhoz tartozó speciális mátrixosztály alapján definiálják, nem csak egyetlen, a gráfhoz tartozó mátrixból. Hasonló módon definiáltak néhány más gráfparamétert is, mint például a gráf minimális rangját, a gráf minimális szemidefinit rangját és a gráf minimális ferde rangját.

## Fordítás
- Ez a szócikk részben vagy egészben a Colin de Verdière graph invariant című angol Wikipédia-szócikk ezen változatának fordításán alapul.  Az eredeti cikk szerkesztőit annak laptörténete sorolja fel. Ez a jelzés csupán a megfogalmazás eredetét és a szerzői jogokat jelzi, nem szolgál a cikkben szereplő információk forrásmegjelöléseként.